# Kriegsopferfürsorge
Die Kriegsopferfürsorge war ein Teil der Leistungen, die nach dem Bundesversorgungsgesetz gewährt wurden, nach §§ 25-27j BVG und Verordnung zur Kriegsopferfürsorge (KFürsV).
Mit Einführung des Vierzehnten Buches Sozialgesetzbuch wurde die Kriegsopferfürsorge in der bisherigen Form abgeschafft. Leistungen bei Krankheit und Pflegebedürftigkeit sind nunmehr fester Bestandteil der Entschädigungsleistungen, während Leistungen zum Lebensunterhalt im Einzelfall weiterhin als sogenannte „besondere Leistungen“ (§ 92 SGB XIV) gewährt werden.

## Leistungsberechtigte
§ 1

(1) Wer durch eine militärische oder militärähnliche Dienstverrichtung oder durch einen Unfall während der Ausübung des militärischen oder militärähnlichen Dienstes oder durch die diesem Dienst eigentümlichen Verhältnisse eine gesundheitliche Schädigung erlitten hat, erhält wegen der gesundheitlichen und wirtschaftlichen Folgen der Schädigung auf Antrag Versorgung.

(2) Einer Schädigung im Sinne des Absatzes 1 stehen Schädigungen gleich, die herbeigeführt worden sind durch

a) eine unmittelbare Kriegseinwirkung,

b) eine Kriegsgefangenschaft,

c) eine Internierung im Ausland oder in den nicht unter deutscher Verwaltung stehenden deutschen Gebieten wegen deutscher Staatsangehörigkeit oder deutscher Volkszugehörigkeit,

d) eine mit militärischem oder militärähnlichem Dienst oder mit den allgemeinen Auflösungserscheinungen zusammenhängende Straf- oder Zwangsmaßnahme, wenn sie den Umständen nach als offensichtliches Unrecht anzusehen ist,

e) einen Unfall, den der Beschädigte auf einem Hin- oder Rückweg erleidet, der notwendig ist, um eine Maßnahme der Heilbehandlung, eine Badekur, Versehrtenleibesübungen als Gruppenbehandlung oder Leistungen zur Teilhabe am Arbeitsleben nach § 26 durchzuführen oder um auf Verlangen eines zuständigen Leistungsträgers oder eines Gerichts wegen der Schädigung persönlich zu erscheinen,

f) einen Unfall, den der Beschädigte bei der Durchführung einer der unter Buchstabe e aufgeführten Maßnahmen erleidet.

(3) ...

(4) ...

(5) Ist der Beschädigte an den Folgen der Schädigung gestorben, so erhalten seine Hinterbliebenen auf Antrag Versorgung. Absatz 3 gilt entsprechend.

1997 wurde das Gesetz um den §1a erweitert, der Ausschlussgründe festlegt:

§ 1a

(1) Leistungen sind zu versagen, wenn der Berechtigte oder derjenige, von dem sich die Berechtigung ableitet, während der Herrschaft des Nationalsozialismus gegen die Grundsätze der Menschlichkeit oder Rechtsstaatlichkeit verstoßen hat und er nach dem 13. November 1997 einen Antrag auf Leistungen gestellt hat. Anhaltspunkte, die eine besonders intensive Überprüfung erforderlich machen, ob ein Berechtigter durch sein individuelles Verhalten gegen Grundsätze der Menschlichkeit oder Rechtsstaatlichkeit verstoßen hat, können sich insbesondere aus einer freiwilligen Mitgliedschaft des Berechtigten in der SS ergeben.

(2) ...

(3) ...

## Kriegsopferfürsorge
Die Kriegsopferfürsorge umfasste für Berechtigte nach dem Bundesversorgungsgesetz
- Hilfen zur beruflichen Rehabilitation (§§ 26 und 26a)
- Krankenhilfe (§ 26b)
- Hilfe zur Pflege (§ 26c)
- Hilfe zur Weiterführung des Haushalts (§ 26d)
- Altenhilfe (§ 26e)
- Erziehungshilfe (§ 27)
- ergänzende Hilfe zum Lebensunterhalt (§ 27a)
- Erholungshilfe (§ 27b)
- Wohnungshilfe (§ 27c)
- Hilfen in besonderen Lebenslagen (§ 27d)

## Sonderfürsorge
Besonders schwer Betroffene erhielten Sonderfürsorge (§ 27e BVG).

## Zuständigkeiten
Anders als die restlichen Leistungen des Bundesversorgungsgesetzes wurde die Kriegsopferfürsorge nicht von den Versorgungsämtern gewährt, sondern in aller Regel von den kreisfreien Städten und Landkreisen sowie – je nach Leistung – dem überörtlichen Träger der Kriegsopferfürsorge (in Bayern die Bezirksverwaltungen oder in Hessen der Landeswohlfahrtsverband). Die Sonderfürsorge wurde durch die Hauptfürsorgestellen gewährt.
Für Streitigkeiten auf dem Gebiet der Kriegsopferfürsorge war abweichend vom Sozialen Entschädigungsrecht der Rechtsweg zu den Verwaltungsgerichten, nicht zu den Sozialgerichten, gegeben.